# Bahnstrecke Kellmünz–Babenhausen
| |                               |                      |                      |
| Streckennummer (DB): | 5410                          |                      |                      |
| Kursbuchstrecke (DB): | 407a (1964) 406g (1944, 1946) |                      |                      |
| Streckenlänge: | 10,302 km                     |                      |                      |
| Spurweite: | 1435 mm (Normalspur)          |                      |                      |
| Maximale Neigung: | 20,00 ‰                       |                      |                      |
| Minimaler Radius: | 300 m                         |                      |                      |
| |                               |                      |                      |
| \| \| \| von Neu-Ulm \| \| \| \| 0,000 \| Kellmünz \| 540,3 m \| \| \| \| nach Kempten \| \| \| \| 3,146 \| Weiler (b Kellmünz) \| 558,8 m \| \| \| 5,10 \| Roth \| Roth \| \| \| 5,70 \| Roth \| Roth \| \| \| 7,960 \| Winterrieden \| 551,8 m \| \| \| 9,60 \| Auerbach \| Auerbach \| \| \| \| Anschluss Raiffeisen \| \| \| \| 10,302 \| Babenhausen (Schwab) \| 542,5 m \| |                               |                      |                      |
| Strecke |                               | von Neu-Ulm          | von Neu-Ulm          |
| Bahnhof | 0,000                         | Kellmünz             | 540,3 m              |
| Abzweig ehemals geradeaus und nach rechts |                               | nach Kempten         | nach Kempten         |
| Haltepunkt / Haltestelle (Strecke außer Betrieb) | 3,146                         | Weiler (b Kellmünz)  | 558,8 m              |
| Brücke über Wasserlauf (Strecke außer Betrieb) | 5,10                          | Roth                 | Roth                 |
| Brücke über Wasserlauf (Strecke außer Betrieb) | 5,70                          | Roth                 | Roth                 |
| Haltepunkt / Haltestelle (Strecke außer Betrieb) | 7,960                         | Winterrieden         | 551,8 m              |
| Brücke über Wasserlauf (Strecke außer Betrieb) | 9,60                          | Auerbach             | Auerbach             |
| Abzweig geradeaus und von rechts (Strecke außer Betrieb) |                               | Anschluss Raiffeisen | Anschluss Raiffeisen |
| Kopfbahnhof Streckenende (Strecke außer Betrieb) | 10,302                        | Babenhausen (Schwab) | 542,5 m              |

Die Bahnstrecke Kellmünz–Babenhausen war eine eingleisige und 10,302 Kilometer lange Nebenbahn in Bayern. Die Stichbahn verband Kellmünz an der Iller, dort zweigte sie von der Bahnstrecke Neu-Ulm–Kempten ab, mit Babenhausen. 

## Geschichte
Im Jahr 1894 begannen die Königlich Bayerischen Staats-Eisenbahnen mit dem Bau der Lokalbahn, die am 17. November 1894 in Betrieb genommen wurde. Die Strecke verband die Täler von Iller, Roth und Günz und musste deshalb zwei Höhenrücken überwinden.
Es verkehrten lange Zeit täglich etwa sechs Personenzüge, die nur die dritte Wagenklasse führten. Bekannt wurde die Strecke durch den Einsatz der Glaskästen (bayerische PtL 2/2, DB-Baureihe 98.3). Anfang der 1960er Jahre war der Personenverkehr weitgehend auf Bahnbusse umgestellt, nur abends verkehrte noch ein Zug nach Babenhausen und morgens von Babenhausen nach Kellmünz. 
Am 3. August 1964 endete der Personenverkehr, am 30. Juni 1995 der Güterverkehr. Die offizielle Streckenstilllegung erfolgte zum 1. Januar 1996. Im Zeitraum bis 2009 wurden die Schienen entfernt und seit 2009 befindet sich auf dem ehemaligen Damm ein Bahntrassenradweg.